# Renato Corti
(Papa Francesco, il 12 maggio 2020.)
Renato Corti (Galbiate, 1º marzo 1936 – Rho, 12 maggio 2020) è stato un cardinale e vescovo cattolico italiano.

## Biografia
Nacque a Galbiate, in provincia di Lecco ed arcidiocesi di Milano, il 1º marzo 1936.

### Formazione e ministero sacerdotale
Dopo gli studi elementari, nell'ottobre 1947 entrò undicenne nei seminari arcivescovili di Milano.
Il 28 giugno 1959 fu ordinato presbitero, nella cattedrale di Milano, dal cardinale Giovanni Battista Montini (poi papa Paolo VI).
Dopo l'ordinazione fu vicario parrocchiale presso l'oratorio di Caronno Pertusella dal 1959 al 1967, direttore spirituale del collegio arcivescovile «Rotondi» di Gorla Minore dal 1967 al 1969, e direttore spirituale del seminario arcivescovile di Saronno dal 1969 al 1977. In quell'anno diventò rettore del biennio teologico dello stesso seminario.
Nel settembre 1980 fu nominato vicario generale di Milano dall'arcivescovo Carlo Maria Martini, con decorrenza dal mese di novembre seguente. Questa nomina sorprese per la giovane età del candidato, ma si rivelò opportuna perché Corti conosceva i giovani preti e seppe conquistarsi con la dedizione e la semplicità del suo servizio anche il clero più anziano. Il 13 novembre dello stesso anno papa Giovanni Paolo II gli conferì il titolo onorifico di protonotario apostolico soprannumerario.
Si trasferì nel palazzo arcivescovile ed iniziò una consuetudine di vita e di lavoro quotidiano a fianco dell'arcivescovo Martini che si prolungò per oltre un decennio.

### Ministero episcopale

#### Vescovo ausiliare di Milano

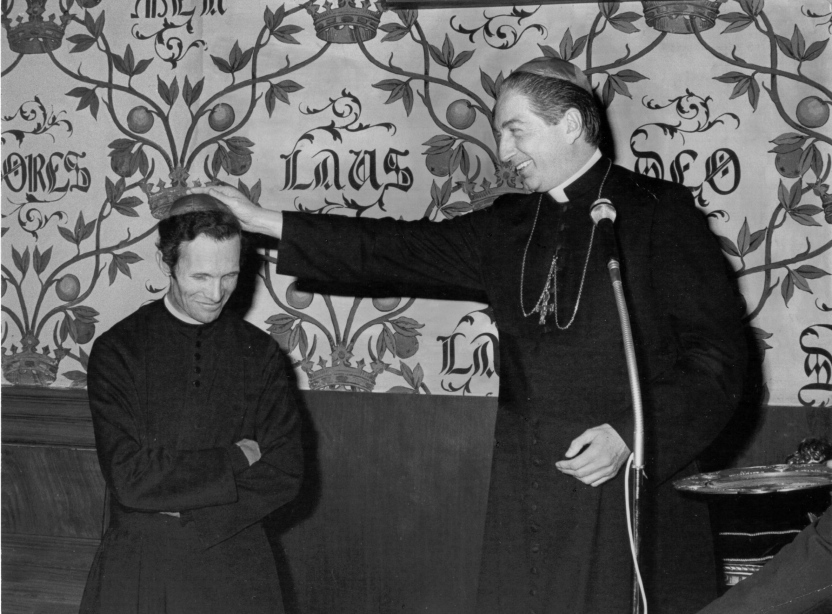
L'arcivescovo Martini impone lo zucchetto al neo-eletto vescovo ausiliare Renato Corti il giorno della sua nomina episcopale, 30 aprile 1981.

Il 30 aprile 1981 papa Giovanni Paolo II lo nominò vescovo ausiliare di Milano e vescovo titolare di Zallata. Ricevette l'ordinazione episcopale il 6 giugno successivo, vigilia della Pentecoste, nella basilica di Sant'Ambrogio a Milano, dall'arcivescovo Carlo Maria Martini, co-consacranti i vescovi Libero Tresoldi e Bernardo Citterio.
Condivise con l'arcivescovo tutti i piani pastorali di quegli anni e le grandi iniziative diocesane: dal Congresso eucaristico nazionale del 1983, il grande convegno "Farsi Prossimo" del 1986, la preparazione della diocesi alla beatificazione del cardinale Andrea Carlo Ferrari del 1987, fino all'Assemblea di Sichem del 1989. Anche le lettere pastorali trovarono sempre il lui sempre un consigliere e collaboratore fedele e saggio. L'arcivescovo poté così apprezzare in lui la disponibilità al servizio, la tenacia del lavoro, l'ordine e la precisione nei temi da trattare, il respiro largo di Chiesa, la perspicacia nei giudizi, la saggezza pastorale, la profonda comunione nel portare la sua parte di responsabilità nel governo della diocesi.

#### Vescovo di Novara
Il 19 dicembre 1990 fu nominato vescovo di Novara dallo stesso pontefice, divenendo così il 123º successore di San Gaudenzio; succedette ad Aldo Del Monte, dimessosi per raggiunti limiti di età. Ne venne data comunicazione alle ore 12 in episcopio a Novara e a Milano:
(Cardinale Carlo Maria Martini, Lettera alla diocesi: nomina Monsignor Renato Corti.)
Il 17 febbraio 1991 presiedette, nel duomo di Milano, una celebrazione eucaristica di saluto prima di partire per Novara. In quest'occasione il cardinale Martini lo ringraziò per lo stile di servizio evangelico che ha impresso al suo ministero, uno stile di umiltà, di obbedienza, di spiritualità.
Il 3 marzo 1991 prese possesso della diocesi. Sull'immagine-ricordo preparata per il suo ingresso nella diocesi di Novara era rappresentato molto significativamente l'incontro tra Sant'Ambrogio e San Gaudenzio, opera del Fiammenghino, che si trova nella Basilica di San Gaudenzio. La prima omelia ebbe come argomento un detto di Paolo. "Vorrei suscitare in voi il desiderio di camminare sulla via del Vangelo". In seguito la sua predicazione, documentata dalla Rivista diocesana novarese, sarà abbondante ed avrà particolari inflessioni di stile e di temi a seconda delle persone ed ambienti a cui doveva rivolgersi.
Corti scelse come motto "Cor ad cor loquitur" una frase, che era stata coniata dal cardinale John Henry Newman e che esprimeva un programma di attenzione "cordiale" non solo alle comunità, ma alle singole persone.
Nella festa patronale di San Gaudenzio si rivolse sempre alla città, proponendo ai cattolici e agli uomini di buona volontà, autorità politiche municipali e provinciali comprese, problemi e puntualizzazioni su aspetti della vita ecclesiale e civile, che richiedevano attenzione ed intervento.
Diede importanza alla formazione dei giovani con la lectio divina, con gli esercizi annuali ai diciottenni, alle famiglie e ai fidanzati, seguendo la pastorale della famiglia proposta in diocesi. Si preoccupò anche della formazione dei giovani sacerdoti e dei seminaristi.
Gli stimoli per la vita e il ministero dei preti furono gli argomenti delle omelie del Giovedì santo, della Giornata di Fraternità e delle ordinazioni, rivolti sempre a far emergere qualche aspetto della vita del prete in sintonia con momenti particolari della vita ecclesiale. Non tralasciò di seguire i sacerdoti novaresi impegnati come preti fidei donum in diverse chiese dell'Africa (Burundi, Ciad) o nell'America Latina (Brasile, Uruguay). Compì diversi viaggi per conoscere quelle chiese e per portare aiuti e incoraggiamenti a nome della Chiesa novarese.
Iniziò nel 1993 la visita pastorale che lo portò più volte fin nelle più piccole frazioni e sperdute comunità nelle valli. Fu una visita atipica, legata non tanto al controllo burocratico, quanto allo stimolo per coordinare facendo emergere sempre il bene già presente. Al termine di questa, ne compì una seconda per zone pastorali ormai assemblate nella costituzione di unità pastorali.
Stimò e fu sempre vicino alla vita religiosa maschile e femminile, soprattutto presiedendo le professioni.
Poiché Sant'Ambrogio poté essere definito lieto consacratore di vergini, non esitiamo a considerare mons. Corti straordinario emulo del grande Vescovo di Milano. Infatti negli anni del suo ministero episcopale a Novara, ha consacrato, anche solo nel monastero benedettino dell'Isola San Giulio, ben 55 monache!»
(Madre Anna Maria Canopi, O.S.B., L'abbadessa porge il saluto dei religiosi e delle religiose della diocesi.)
Un segno particolare della sua sensibilità verso le persone più emarginate si può leggere nella premura che ogni anno lo ha portato in carcere per preparare e poi celebrare il Natale e la Pasqua con questi fratelli, bisognosi di attenzione e di vicinanza.
Sotto la sua guida, la diocesi di Novara celebrò, nel 1998, il sedicesimo centenario dell'istituzione.
Nel febbraio 2005 predicò gli esercizi spirituali quaresimali alla Curia romana, gli ultimi ai quali prese parte papa Giovanni Paolo II.
Dall'inizio della causa di beatificazione di Antonio Rosmini, mostrò un profondo interesse per il suo pensiero, volendone valorizzare i contenuti nella sua azione pastorale. Il 21 febbraio 2009, in segno di riconoscenza per l'impegno della promozione dell'ormai conclusa causa di beatificazione di Rosmini e vista la conoscenza profonda del pensiero del prete roveretano, i padri rosminiani gli conferirono, a Domodossola, l'ascrizione all'Istituto della carità. Si tratta di una forma di legame che Rosmini aveva previsto per i laici che intendevano seguire particolarmente il carisma del suo istituto, senza necessariamente compiere i voti della sua stessa congregazione. Mons. Corti non fu il primo consacrato ad essere ascritto; prima di lui infatti si contano diversi vescovi e sacerdoti.
Presso la Conferenza Episcopale Italiana fu presidente della commissione episcopale per il clero, membro commissione mista vescovi-religiosi-istituti secolari e, dal 23 maggio 2000 al 30 maggio 2005, vicepresidente per l'Italia settentrionale. Fu, inoltre, vicepresidente della Conferenza episcopale piemontese, membro della congregazione per le Chiese orientali e membro della Congregazione per l'evangelizzazione dei popoli.
Il 24 novembre 2011 papa Benedetto XVI accettò la sua rinuncia, presentata per raggiunti limiti di età, al governo pastorale della diocesi di Novara; gli succedette Franco Giulio Brambilla, fino ad allora vescovo ausiliare di Milano. Rimase amministratore apostolico della diocesi fino alla presa di possesso del successore, avvenuta il 23 gennaio 2012. Si ritirò presso il collegio degli Oblati dei Santi Ambrogio e Carlo a Rho.
Nel 2015 scrisse le meditazioni per la via Crucis che papa Francesco presiedette al Colosseo la sera del Venerdì Santo.

### Cardinalato
Nel concistoro del 19 novembre 2016 papa Francesco lo creò cardinale presbitero di San Giovanni a Porta Latina; il 14 maggio 2017 prese possesso del titolo cardinalizio.
Morì all'età di 84 anni nel collegio degli oblati dei Santi Ambrogio e Carlo a Rho, il 12 maggio 2020, giorno anniversario della creazione a cardinale di San John Henry Newman, del quale era appassionato studioso e di cui aveva ripreso il motto episcopale. Il 16 maggio l'arcivescovo di Milano Mario Delpini celebrò una Messa di suffragio alla presenza della salma nel santuario degli oblati di Rho. Il 19 maggio furono officiate le esequie solenni, nella cattedrale di Novara, dal suo successore Franco Giulio Brambilla, mentre nella città venne proclamato il lutto cittadino; fu sepolto, come da sua richiesta, nella cripta del duomo novarese.
Era uno stimato predicatore e per questo veniva chiamato in diverse regioni d'Italia a predicare esercizi ai sacerdoti e ai laici.

## Genealogia episcopale e successione apostolica
La genealogia episcopale è:
- Cardinale Scipione Rebiba
- Cardinale Giulio Antonio Santori
- Cardinale Girolamo Bernerio, O.P.
- Arcivescovo Galeazzo Sanvitale
- Cardinale Ludovico Ludovisi
- Cardinale Luigi Caetani
- Cardinale Ulderico Carpegna
- Cardinale Paluzzo Paluzzi Altieri degli Albertoni
- Papa Benedetto XIII
- Papa Benedetto XIV
- Papa Clemente XIII
- Cardinale Enrico Benedetto Stuart
- Papa Leone XII
- Cardinale Chiarissimo Falconieri Mellini
- Cardinale Camillo Di Pietro
- Cardinale Mieczysław Halka Ledóchowski
- Cardinale Jan Maurycy Paweł Puzyna de Kosielsko
- Arcivescovo Józef Bilczewski
- Arcivescovo Bolesław Twardowski
- Arcivescovo Eugeniusz Baziak
- Papa Giovanni Paolo II
- Cardinale Carlo Maria Martini, S.I.
- Cardinale Renato Corti

La successione apostolica è:
- Vescovo Germano Zaccheo (1995)

## Opere
- Natale Segatori, Renato Corti (pref.), Don Gigi : mons. Luigi Procaccianti, 1944-1995 : una vita fatta dono, Subiaco, 2005,  pp. 191, III, OCLC 954902311.
- Carlo Maria Martini e Renato Corti, Rischiare e giocarsi : verso scelte definitive, Milano, Centro Ambrosiano, 2012,  p. 221, OCLC 956071334.
- Aldo Del Monte, Anna Maria Canopi, Renato Corti e Germano Zaccheo, La bellezza dello spirito : un pastore al servizio del Concilio : con pagine di diario, Gli aironi, n. 48, Novara, Interlinea, 2006,  p. 122, OCLC 955991513. Ospitato su archive.is.
- Roberto Cutaia e Matteo Albergante (a cura di), Il cuore parla al cuore. Trenta voci per il cardinale Renato Corti, Stresa, Edizioni Rosminiane, 2021, ISBN 9788883871184.